# Sokcho
Sokcho ist eine Stadt in der Provinz Gangwon im Nordosten Südkoreas. An der Ostküste des Landes am Japanischen Meer gelegen, ist sie vor allem bekannt als Ausgangspunkt für einen Ausflug in den nahegelegenen Seoraksan-Nationalpark.

## Geschichte
Sokcho liegt nördlich des 38. Breitengrades und gehörte vor dem Koreakrieg zu Nordkorea.
Der Flugunfall der Korean Air Lines bei Sokcho bei einer versuchten Flugzeugentführung am 23. Januar 1971 forderte zwei Todesopfer.

## Verwaltungsgliederung

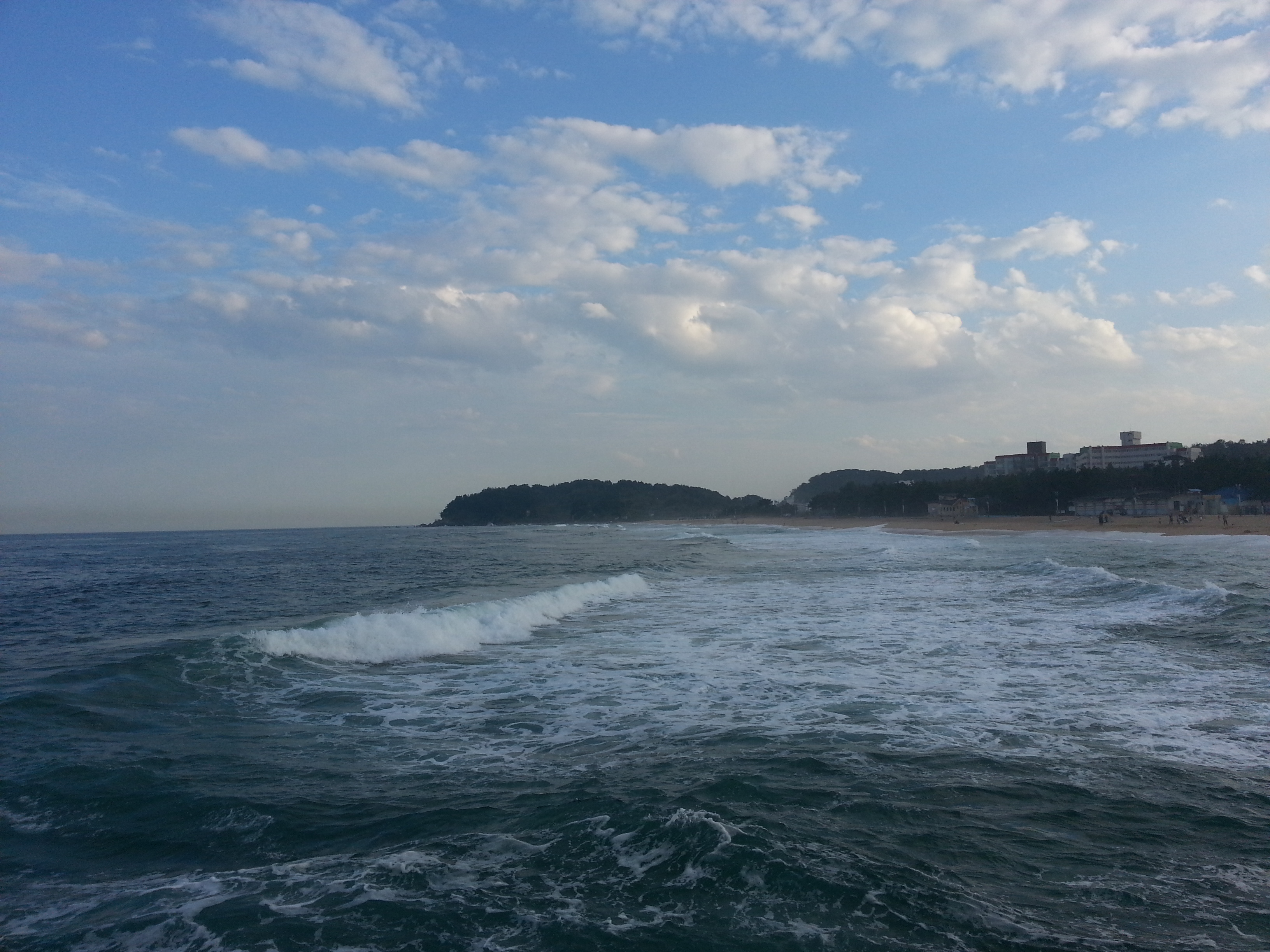
Blick auf die Stadt Sokcho und die Ostküste Südkoreas

- Cheongho-dong (청호동)
- Geumho-dong (금호동)
- Gyo-dong (교동)
- Daepo-dong (대포동)
- Dongmyeong-dong (동명동)
- Joyang-dong (조양동)
- Nohak-dong (노학동)
- Yeongnang-dong (영랑동)

## Partnerstädte

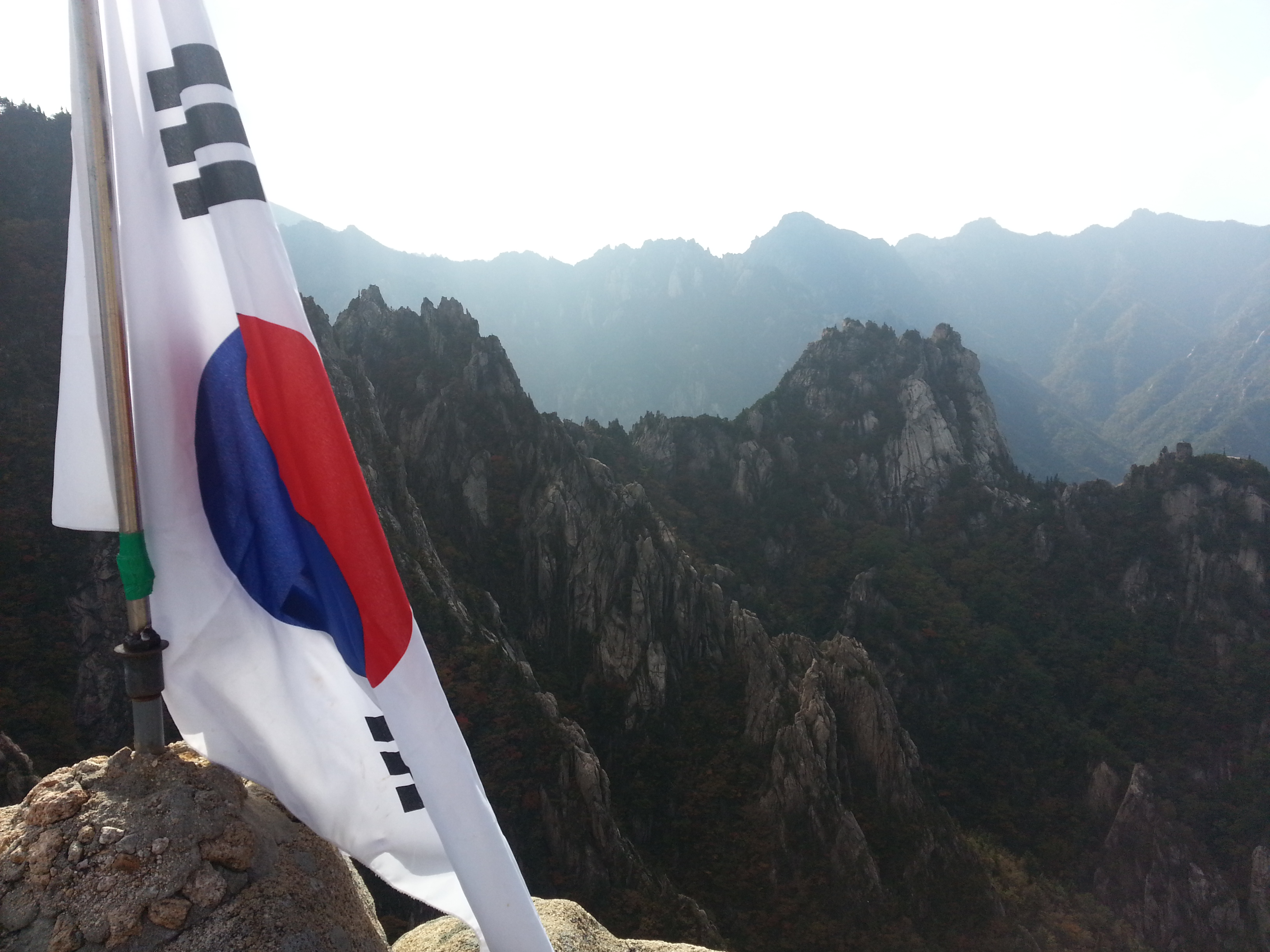
Das Seoraksan-Gebirge bei Sokcho

- Taitung,  Taiwan (seit dem 15. April 1992; ruht seit Ende 1992 aufgrund „diplomatischer Verstimmungen“)
- Gresham, Oregon,  Vereinigte Staaten (seit dem 23. Juni 1993)
- Hunchun, Provinz Jilin,  Volksrepublik China (seit dem 22. August 1994)
- Yonago, Präfektur Tottori,  Japan (seit dem 18. Oktober 1995)
- Rajon Chassan, Region Primorje,  Russland (seit dem 19. Juli 1996)
- Nyūzen, Präfektur Toyama,  Japan (seit dem 3. Oktober 1996)
- Sakaiminato, Präfektur Tottori,  Japan (seit dem 28. Februar 2000)

## Persönlichkeiten
- Shin Ye-eun (* 1998), Schauspielerin